# Nick Monu

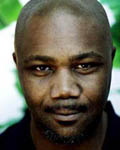
Nicholas Monu

Ononuju Babatunde Nicholas Monu (* 25. März 1965 in Lagos) ist ein nigerianischer, in Österreich lebender, Dramatiker, Schauspieler und Regisseur.

## Leben
Nicholas Monu wurde als viertes Kind und zweiter Sohn des Prinzen von Asaba, Obiora Monu, Inhaber der Steuerberatungskanzlei Obiora Monu & Co. in Lagos geboren. Seine Mutter Florence war Lehrerin. Er verbrachte seine ersten Kindheitsjahre in Nigeria, bis er mit vier Jahren mit der Familie aufgrund des Biafra-Krieges das Land verließ. Für kurze Zeit wohnte die Familie bei einem Onkel, welcher Botschafter zuerst in Deutschland und danach in Italien war. Später besuchte Monu die Grundschule an der St. Andrew’s Prep School in Eastbourne und ging anschließend auf die Millfield School in Street, Somerset. Hier erhielt er neben einer europäischen Ausbildung auch Ausbildungen im Bereich Gesang, Sport und Kunst.
Nach dem Studium an der American University in Washington D.C., und anschließend von 1987 bis 1989 an der Webber Douglas Academy of Dramatic Art in London wurde Monu gemeinsam mit elf weiteren Studenten aus englischen Schauspielschulen eingeladen, am Tschechow-Kunsttheater Moskau in Anton Tschechows Theaterstück „Onkel Wanja“ zu spielen. Nick Monu wurde für die Titelrolle des Stücks ausgesucht.
Anschließend arbeitete Monu in England als freier Darsteller für die Bühne u. a. in den Produktionen „Wind in the Willows“ 1990 bis 2001 am Royal National Theatre, „Talking in Tongues“ 1991 bis 1992 am Royal Court Theatre und „Blues for Mr. Charlie“ 1992 bis 1993 am Manchester Royal Exchange. In den Jahren 1994 bis 1997 war Nick Monu Mitglied im Ensemble der Berliner Schaubühne am Lehniner Platz und spielte Hauptrollen, unter anderem in „Hotel Orpheu“, „Orestes“, „Symposium“ und „Die Sprache der Vögel“.
1998 kehrte er vorübergehend nach England zurück und arbeitete neben den Produktionen „Oroonoko“ an der Royal Shakespeare Company, „The honest whore“ und „Merchant of Venice“ am Globe Theatre an vielen Film- und Fernsehproduktionen mit. Unter anderem war Nick Monu in diesen Jahren in BBCs Eastenders, Holby City, T.L.C., The Whistle Blower und den Spielfilmen Stigma und White Hawk zu sehen.
2001 wurde er an der Wiener Volksoper für die Mozart-Produktion „Die Entführung aus dem Serail“ in der Sprechrolle „Bassa Selim“ engagiert. 2002 pendelte er zwischen Wien und England und spielte „Othello“ und „King Headley“ am Tricycle Theater in London. 2003 trat er dem Ensemble des Wiener Burgtheaters bei und spielte in den Produktionen „Was ihr wollt“, „7 Sekunden oder In God we Trust“, „Die Ziege“, „Don Carlos“, „Die Katze auf dem heißen Blechdach“ und „Sofasurfin“ mit. 2006 spielte er nochmals die Sprechrolle „Bassa Selim“ an der Opera de Marseille, was auch sein Debüt in Frankreich war.
Seit 2004 trat Nick Monu in mehreren deutschsprachigen Kino- und Fernsehfilmen auf, unter anderem 2004 in „Vier Frauen und ein Todesfall“, im Jahr 2005 in „Gefangene“, 2006 in den Tatortfolgen „Schattenspiele“ und „Tod aus Afrika“ sowie „Kommissarin Lucas – German Angst“, 2007 in den Filmen „Nachtschicht 6 - Blutige Stadt“ und „KDD – Scham“ und im Jahr 2010 in „Die unabsichtliche Entführung der Frau Elfriede Ott“.
2007 war Monu als Othello im Salisbury Playhouse zu sehen, bevor er 2008 nach Lagos übersiedelte. Zwischen 2008 und 2013 pendelte er zwischen Lagos und Österreich, um nachhaltige Bildung für Personen in der Kreativwirtschaft seines Heimatlandes anzubieten. Hierfür wurde 2006 der gemeinnützige Verein „Friends of Monu and Monu“ in Österreich gegründet, welcher den Aufbau eines derartigen Projektes unterstützt. Nick Monu ist der Obmann des Vereins, Roman Bönsch der Schriftführer, Simone Monu der Kassier.
Als Produzent und Regisseur war Nick Monu tätig mit der Regie von „Sonette XCIV“ von William Shakespeare mit Sir Alan Bates im Jahr 1999, als Produzent des Kurzfilms „Split Ends“ – Cruzon Cinema, Soho, 2002, sowie des Kurzfilms „Wienerin betet“ für das Festival Mythos Modern, Wien, 2008; er führte 2009 Regie für „Swamp Dwellers“ von Wole Soyinka, National Theatre of Nigeria, sowie für die Musikvideos „Majoko“ von Chka und „Hallo Hallo“ von Leeway, und hatte gemeinsam mit dem Goethe-Institut Lagos Regie und Leitung des Workshops „Bauprobe“ für Wole Soyinkas „A dance of the Forest“.
2010 war Nick Monu bei der Welturaufführung in der Hauptrolle des Romans von Christian Kracht „Ich werde hier sein im Sonnenschein und im Schatten“ im Theater Basel zu sehen. Weiters war er am „Alexanderfest“ 2010 in der Augusta Raurica in der Sprechrolle Zeus zu sehen.
2011 inszenierte er das Theaterstück „The Cost of Living“ als Welturaufführung im Terra Kulture / Lagos, welches von Wole Soyinka zum Black Heritage Festival im April desselben Jahres eingeladen wurde. Im Oktober 2011 hatte das Bühnenstück „Hagelsteine auf Zamfara“ (engl. The Sentence) von derselben Autorin, Sefi Atta, ein nigerianisches Theaterstück in deutscher Sprache, am Theater Krefeld und Mönchengladbach seine Welturaufführung.
Im Frühjahr 2013 inszenierte er das Bühnenstück Glückliche Tage von Samuel Beckett ebenfalls am Theater Krefeld und Mönchengladbach. Anschließend übernahm er gemeinsam mit seiner Frau die Galerie Matombo im Herzen der Salzburger Altstadt, wo er als Kurator für zahlreiche Ausstellungen mit traditioneller und moderner Kunst aus Afrika für Aufmerksamkeit sorgt. 2015 hielt er eine Lesung mit Auszügen der Opera Wonyosi des Nobelpreisträgers Wole Soyinka im Rahmen des Festes zur Eröffnung der Salzburger Festspiele.
Im Januar 2016 debütierte er am Hamburger Thalia Theater in der Rolle des Vaters Joad in der Bühnenadaption des Steinbeck-Romans Früchte des Zorns; Regie führte Luk Perceval.
Von 2017 bis 2020 war er in unterschiedlichsten Österreichischen, Schweizer und Deutschen Kino- und Fernsehfilmen zu sehen und spielte zuletzt im ersten österreichischen SciFi Kinofilm RUBIKON 2020 mit, welcher 2022 in den Kinos anlief.
2021 war er in der Titelrolle Othello am Landestheater Niederösterreich zu sehen und spielte im Frühling 2022 die Rolle des Iason in Medea am Grand Theatre in Luxemburg.
Seit 2005 ist er mit der österreichischen Designerin Simone Monu verheiratet und hat drei Kinder.

## Filmografie
- 1992: After The Wax (Kurzfilm)
- 1997: All Our Sins Remembered
- 1998: Stigma
- 2000: Peak Practice – Walls Of Jericho
- 2000: The Whistle Blower
- 2001: Monarch Of The Glen
- 2001: The Glass – vier Folgen
- 2002: Holby City – Facing Facts
- 2003: Doctors – Shattered Dreams
- 2003: Eastenders
- 2004: Vier Frauen und ein Todesfall – Künstlerpech
- 2005: Gefangene – Tagtraum
- 2006: Tatort – Tod aus Afrika
- 2006: Tatort – Schattenspiele
- 2007: Kommissarin Lucas – German Angst
- 2007: Nachtschicht – Blutige Stadt
- 2010: Die unabsichtliche Entführung der Elfriede Ott
- 2014: Bornholmer Straße
- 2015: CopStories – Staffel IV
- 2016: Garten Afrika
- 2018: Ihr seid natürlich eingeladen
- 2020: Familie Bundschuh im Weihnachtschaos
- 2021: Cranberry Juice (Kurzfilm)

## Auszeichnungen
- 2011 Lagos Heritage Festival - Best Nigerian Theatre Play - THE COST OF LIVING
- Im Jahr 1990 gewann Monu den Evening Standard Award für die Inszenierung von „Talking in Tongues“ am Royal Court Theatre nach einer Nominierung der Manchester Evening News als bester Schauspieler in einer Nebenrolle.
- 1993 gewann er mit „After the Wax“ im Rahmen des South African Film Festivals in Harare Preise in den Kategorien Bester Regisseur und Bester Kurzfilm.